# 2015–2016-os spanyol labdarúgó-bajnokság (első osztály)
A 2015–2016-os La liga (a szponzorok miatt lehet Liga BBVA is a neve) a spanyol labdarúgó-bajnokság 85. szezonja. A bajnokság 2015. augusztusában kezdődött és 2016. május 13-án ért véget. A 2014–2015-ös szezon után ismét a Barcelona lett a bajnok. A bajnokság 38 fordulóból állt.

## Végeredmény
| #   | Csapat                 | M  | GY | D  | V  | G+ – G– | GK  | P  | Megjegyzések       |
| --- | ---------------------- | -- | -- | -- | -- | ------- | --- | -- | ------------------ |
| 1.  | BarcelonaCV (B)        | 38 | 29 | 4  | 5  | 112–29  | +83 | 91 | BL–csoportkör      |
| 2.  | Real Madrid            | 38 | 28 | 6  | 4  | 110–34  | +76 | 90 | BL–csoportkör      |
| 3.  | Atlético Madrid        | 38 | 28 | 4  | 6  | 63–18   | +45 | 88 | BL–csoportkör      |
| 4.  | Villarreal             | 38 | 18 | 10 | 10 | 44–35   | +9  | 64 | BL–rájátszás       |
| 5.  | Athletic Bilbao        | 38 | 18 | 8  | 12 | 58–45   | +13 | 62 | EL–csoportkör      |
| 6.  | Celta Vigo             | 38 | 17 | 9  | 12 | 51–59   | −8  | 60 | EL–rájátszás       |
| 7.  | Sevilla                | 38 | 14 | 10 | 14 | 51–50   | +1  | 52 | EL–3. selejtezőkör |
| 8.  | Málaga                 | 38 | 12 | 12 | 14 | 38–35   | +3  | 48 |                    |
| 9.  | Real Sociedad          | 38 | 13 | 9  | 16 | 45–48   | −3  | 48 |                    |
| 10. | Real Betis             | 38 | 11 | 12 | 15 | 34–52   | −18 | 45 |                    |
| 11. | Las Palmas             | 38 | 12 | 8  | 18 | 45–53   | −8  | 44 |                    |
| 12. | Valencia               | 38 | 11 | 11 | 16 | 46–48   | −2  | 44 |                    |
| 13. | Espanyol               | 38 | 12 | 7  | 19 | 40–74   | −34 | 43 |                    |
| 14. | Eibar                  | 38 | 11 | 10 | 17 | 49–61   | −12 | 43 |                    |
| 15. | Deportivo de La Coruña | 38 | 8  | 18 | 12 | 45–61   | −16 | 42 |                    |
| 16. | Granada                | 38 | 10 | 9  | 19 | 46–69   | −23 | 39 |                    |
| 17. | Sporting Gijón         | 38 | 10 | 9  | 19 | 40–62   | −22 | 39 |                    |
| 18. | Rayo Vallecano (K)     | 38 | 9  | 11 | 18 | 52–73   | −21 | 38 | Segunda División   |
| 19. | Getafe (K)             | 38 | 9  | 9  | 20 | 38–67   | −29 | 36 | Segunda División   |
| 20. | Levante (K)            | 38 | 8  | 8  | 22 | 37–70   | −33 | 32 | Segunda División   |

Forrás: soccerway.com 
A rangsorolás alapszabályai: 1. összpontszám, 2. egymás elleni eredmények összpontszáma, 3. egymás elleni eredmények gólkülönbsége, 4. egymás elleni eredmények szerzett góljainak száma, 5. gólkülönbség, 6. szerzett gólok száma.
(B): Bajnokcsapat, (K): Kieső csapat, (F): Feljutó csapat, (I): Kupainduló, (R): A rájátszás győztese, (KGY): Kupagyőztes